# Черниговска област
Черниговска област (на украински: Чернігівська область) е една от 24-те области на Украйна. Площ 31 903 km² (3-то място по големина в Украйна, 5,29% от нейната площ). Население на 1 януари 2019 г. 989 112 души (23-то място по население в Украйна, 2,31% от нейното население). Административен център град Чернигов. Разстояние от Киев до Чернигов 209 km.

## Историческа справка
Най-старият град в областта е Чернигов, първите исторически сведения за който са от 907 г. Предполага се, че селището е основано през 7 век. От 1024 до 1239 г. е бил столица на Черниговското княжество. През 1044 г. е основан град Новгород-Северски (има сведения, че през първата половина на 11 век вече е съществувал), от 1098 г. столица на Новгород-Северското княжество. От 1092 г. са първите исторически сведения за град Прилуки, а през 1781 г. за град е утвърдено селището Нежин. Единадест града са признати за такива по време на съветската власт, в периода от 1924 г. (Сновск) до 1966 г. (Борзна и Мена). Най-младият град в областта - Батурин е обявен за такъв през 2008 г., след признаването на независимостта на Украйна. Черниговска област е образувана на 15 октомври 1932 г. На 10 януари 1939 г. от източните ѝ райони е образувана Сумска област и от тогава Черниговска област запазва своите граници непроменени.

## Географска характеристика
Черниговска област се намира в северната част на Украйна. На запад и северозапад граничи с Беларус, на север – с Русия, на изток – със Сумска област, на юг – с Полтавска област и на югозапад – с Киевска област. В тези си граници заема площ от 31 903 km² (3-то място по големина в Украйна, 5,29% от нейната площ). Дължина от север на юг 218 km, ширина от запад на изток 165 km.
Повърхнината на Черниговска област представлява ниска, хълмиста равнина наклонена от североизток (200 – 220 m) на югозапад (120 – 150 m). Максимална височина 221 m, 51°57′03″ с. ш. 32°57′42″ и. д. / 51.950833° с. ш. 32.961667° и. д., на 3 km източно от село Березовая Хат в Новгород-Северски район.
Климатът е умерено континентален. Средна януарска температура от -6 до -8 °C, средна юлска от 18,4 до 19,7 °C. Годишна сума на валежите 500 – 600 mm. Продължителността на вегетационния период (минимална денонощна температура 5 °C) е 190 – 200 денонощия.
Главната река е Десна (ляв приток на Днепър), пресичаща областта от североизток на югозапад и разделяща я на две почти равни части. Нейни основни притоци са Сейм и Остьор (леви); Убед, Снов и Белоус (десни). По западната граница с Беларус протича участък от средното течение на река Днепър и най-долното течение на левия ѝ приток Сож. В крайната западна част на областта попада малък участък от Киевското водохранилище, изградено на река Днепър.
В северната част на областта (Полесието) са характерни ливадно-подзолистите, пясъчните и песъчливите почви, а в южната, лесостепна част преобладават черноземните (оподзолени и ливадни) почви. Около 68% от територията ѝ е заета от смесени гори (бор, дъб, бреза, габър, липа, клен, ясен, бряст). Животинският свят е представен от заек, лисица, видра, енотовидно куче, вълк, горска бялка, язовец, лос, сърна, дива свиня, а реките и езерата са богати на различни видове риби.

## Население
На 1 януари 2019 г. населението на Черниговска област област е наброявало 989 112 души, 2,31% от населението на Украйна). Гъстота 31,0 души/km². Градско население 63,89%. Етнически състав: украинци 93,47%, руснаци 5,03%, беларуси 0,458%, евреи 0,12% и др.

## Административно-териториално деление
В административно-териториално отношение Черниговска област се дели на 4 областни градски окръга, 22 административни района, 16 града, в т.ч. 4 града с областно подчинение и 12 града с районно подчинение, 29 селища от градски тип и 2 градски района в град Чернигов.
| Административна единица | Площ (km²) | Население (2017 г.) | Административен център | Население (2017 г.) | Разстояние до Чернигов (в km) | Други градове и сгт с районно подчинение            |
| ----------------------- | ---------- | ------------------- | ---------------------- | ------------------- | ----------------------------- | --------------------------------------------------- |
| Областен градски окръг  |            |                     |                        |                     |                               |                                                     |
| 1. Нежин                | 51         | 68 638              | гр. Нежин              | 68 638              | 87                            |                                                     |
| 2. Новгород-Северски    | 12         | 13 289              | гр. Новгород-Северски  | 13 289              | 176                           |                                                     |
| 3. Прилуки              | 45         | 54 742              | гр. Прилуки            | 54 742              | 156                           |                                                     |
| 4. Чернигов             | 79         | 288 872             | гр. Чернигов           | 288 872             | -                             |                                                     |
| Административен район   |            |                     |                        |                     |                               |                                                     |
| 1. Бахмачки             | 1488       | 44 215              | гр. Бахмач             | 17 914              | 145                           | Дмитровка                                           |
| 2. Бобровицки           | 1458       | 32 592              | гр. Бобровица          | 11 156              | 102                           |                                                     |
| 3. Борзнянски           | 1608       | 31 092              | гр. Борзна             | 10 054              | 104                           |                                                     |
| 4. Варвински            | 590        | 15 908              | сгт Варва              | 7944                | 189                           |                                                     |
| 5. Городнянски          | 1566       | 28 072              | гр. Городня            | 12 227              | 54                            |                                                     |
| 6. Ичнянски             | 1576       | 30 925              | гр. Ичня               | 11 042              | 135                           | Дружба, Парафиевка                                  |
| 7. Козелецки            | 2660       | 43 316              | сгт Козелец            | 7968                | 65                            | гр. Остьор, Десна                                   |
| 8. Коропски             | 1312       | 22 788              | сгт Короп              | 5305                | 128                           | Понорница                                           |
| 9. Корюковски           | 1424       | 26 627              | гр. Корюковка          | 12 812              | 99                            | Холми                                               |
| 10. Куликовски          | 944        | 16 602              | сгт Куликовка          | 5298                | 39                            |                                                     |
| 11. Менски              | 1376       | 34 522              | гр. Мена               | 11 670              | 68                            | Березна, Макошино                                   |
| 12. Нежински            | 1514       | 27 046              | гр. Нежин              |                     | 87                            | Лосиновка                                           |
| 13. Новгород-Северски   | 1804       | 13 063              | гр. Новгород-Северски  |                     | 176                           |                                                     |
| 14. Носовски            | 1152       | 28 814              | гр. Носовка            | 13 614              | 116                           |                                                     |
| 15. Прилукски           | 1796       | 35 362              | гр. Прилуки            |                     | 156                           | Ладан, Линовица, Малая Девица                       |
| 16. Репкински           | 2085       | 26 945              | сгт Репки              | 7174                | 39                            | Добрянка, Замглай, Любеч, Радул                     |
| 17. Семьоновски         | 1470       | 17 654              | гр. Семьоновка         | 8397                | 139                           |                                                     |
| 18. Сновски             | 1283       | 22 850              | гр. Сновск             | 11 123              | 69                            |                                                     |
| 19. Сосницки            | 916        | 18 321              | сгт Сосница            | 6983                | 88                            |                                                     |
| 20. Сребнянски          | 579        | 11 216              | сгт Сребное            | 3198                | 201                           | Дегтяри                                             |
| 21. Талалаевски         | 633        | 12 768              | сгт Талалаевка         | 4842                | 233                           |                                                     |
| 22. Черниговски         | 2547       | 52 653              | гр. Чернигов           |                     | -                             | Гончаровское, Михайло-Коцюбинское, Олишевка, Седнев |